# Apostolos Doxiadis
Apostolos Doxiadis (Brisbane, 6 giugno 1953) è uno scrittore greco naturalizzato australiano.
È noto per Zio Petros e la congettura di Goldbach e Logicomix.